# Boris Vian

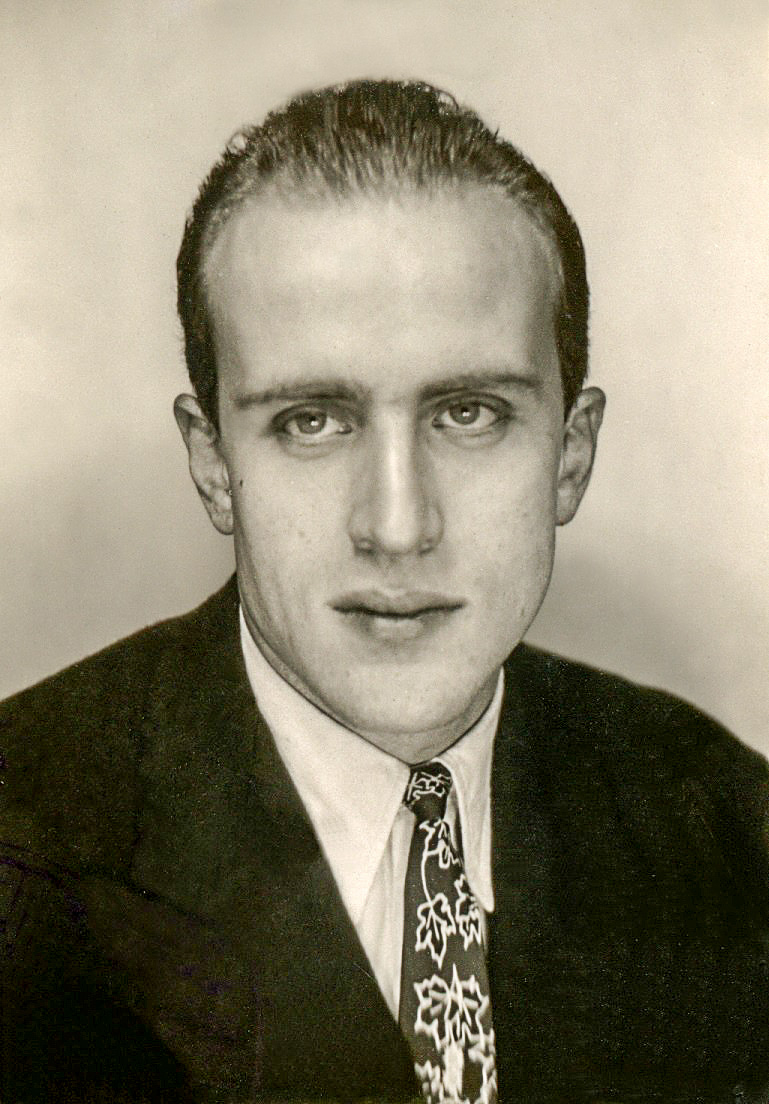
Passfoto av Boris Vian.

Boris Vian, född 10 mars 1920 i Ville-d'Avray i Hauts-de-Seine, död 23 juni 1959 i Paris, var en fransk författare, jazztrumpetare och visartist som ibland skrev under pseudonymen Vernon Sullivan. Hans mest kända litterära verk är "L'Écume des jours" (Dagarnas skum; 1947). Han skrev även dramatik och poesi.
Hans mest kända sång är antikrigssången Le déserteur från 1954, som finns i flera svenska översättningar. Lars Forssells version, Jag står här på ett torg, som troligen är den mest spridda, har dock ett annat fokus än originalet. Även Jan Hammarlund och Cornelis Vreeswijk har gjort en översättning av sången. Andra låttitlar är biografhyllningen Cinématograph, den snobberihäcklande J'suis snob, och La java des chaussettes à clous, en satir om polisbrutalitet.
Han var även medlem i ett sällskap vars inriktning var mot patafysik, en "vetenskap" skapad av Alfred Jarry.

## Liv och författarskap
Boris Vian föddes i en övre medelklassfamilj i Ville-d’Avray utanför Paris, och efter sin civilingenjörsexamen började han 1942 arbeta på Franska Standardiseringsinstitutet (AFNOR), en motsvarighet till svenska SIS. Då han fann detta arbete minst sagt understimulerande, roade han sig med att dikta visor och skriva historier där han häcklade sina kollegor, tills han blev avskedad 1946. Han drogs till Paris bohemiska kretsar på vänstra stranden och nattlivet kring Boulevard Saint-Germain, där han fick inspiration och utlopp för sitt konstnärskap och kreativitet.
Vians litterära språk sjuder av humor, absurd surrealism, skönhet, cynism och satir. Totalt skrev han tio svåröversatta romaner. I sitt eget namn gav han ut ”L’Écume des jours” (Dagarnas skum; 1947), ”L’Automne à Pékin” (Hösten i Peking; 1947), ”L’Herbe rouge” (Det röda gräset; 1950), och ”L’Arrache-cœur” (Hjärtkniparen; 1953). Böckerna publicerades hos Éditions Gallimard, där en vän till familjen Vian arbetade som förläggare; de fick få samtida beundrare och skrevs ner i pressen. I frustration över detta ville Vian visa att han var kapabel att skriva storsäljare. Han gav ut några hårdkokta thrillerböcker av en påstådd svart författare vid namn ”Vernon Sullivan”, och som han låtsades ha översatt från amerikanska. Den första i serien, "J'irai cracher sur vos tombes" (Jag skall spotta på era gravar; 1946) toppade försäljningslistorna 1947, men den stora succén uteblev och när falsariet uppdagades fick Vian istället böter för publicering av omoraliskt material. Han skrev förutom romaner även pjäser och noveller, och översatte Raymond Chandlers romaner till franska. Hans verk hyllades först postumt, i synnerhet Dagarnas skum, som har beskrivits som den vackraste kärleksromanen genom tiderna, och Vian har numera kultstatus som romanförfattare.
Vian hade ett brinnande intresse för jazzmusik; Vian skrev jazzrelaterade artiklar i franska och amerikanska tidskrifter, spelade trumpet och sjöng i sitt eget jazzband, samt spelade en viktig roll i Paris musikliv. I förordet till Dagarnas skum skriver han: ”[...] Det finns bara två ting: det är kärleken, i alla former, med vackra flickor, och musiken, New Orleans eller Duke Ellington. Allt annat borde försvinna, för allt annat är fult [...]” Trots sitt engagemang i amerikansk populärkultur och jazz, som är ständigt återkommande teman i hans verk, och trots att nyss nämnda förord är undertecknat ”New Orleans, den 10 mars 1946” satte Vian aldrig sin fot på amerikansk mark. Dock blev han kontaktperson för amerikanska musiker vid turnéer i Paris och stod många av dem, bland andra Miles Davis, mycket nära.
Vian led av ett flertal åkommor sedan barndomen. Efter att ha drabbats av reumatisk feber i tolvårsåldern hade han ett försvagat hjärta. På morgonen den 23 juni 1959 var Vian på biografen Cinéma Marbeuf i Paris för en förhandsvisning av filmversionen till "Vernon Sullivans” roman Jag skall spotta på era gravar. Han var så besviken över tolkningen att han redan på förhand krävt att hans namn skulle strykas från förtexterna, och några minuter in i filmen utbrast han ”Ska det här föreställa amerikaner? I helvete heller!”, varpå han dog av en hjärtattack, 39 år gammal.

## Eftermäle
Asteroiden 15382 Vian är uppkallad efter honom.